# Annette Gerritsen

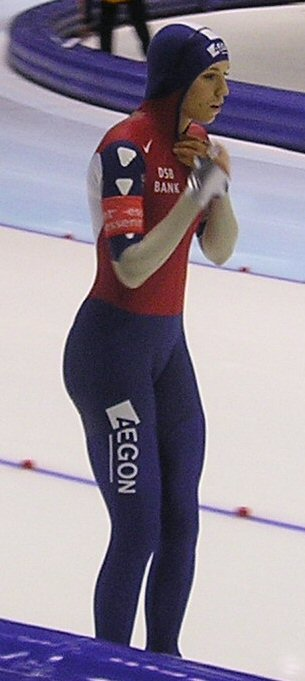
Anette Gerritsen, 2006

Annette Gerritsen (* 11. Oktober 1985 in Ilpendam) ist eine niederländische Eisschnellläuferin. Sie ist auf die Kurzstrecken spezialisiert.
Die zweifache Welt- und einfache Teameuropameisterin (2004 und 2005) Annette Gerritsen debütierte im Januar 2005 beim Weltcup in Calgary. Mehrfach lief sie seit ihrem Weltcupdebüt in vordere Ränge über 500 und 1000 Meter. Im Dezember 2004 lief sie mit dem Team, im Januar 2005 über 1000 Meter Juniorenweltrekorde. Bei den Sprintweltmeisterschaften 2008 in Heerenveen belegte sie hinter Jenny Wolf und Anni Friesinger den dritten Platz. Im selben Jahr wurde sie bei den Einzelstreckenweltmeisterschaften in Nagano Dritte über 2 × 500 m und über 1000 m.
Bei der Sprintweltmeisterschaft 2011 erreichte sie in Heerenveen den zweiten Platz.

## Eisschnelllauf-Weltcup-Platzierungen
| Platzierung | 100 m | 500 m | 1000 m | 1500 m |
| ----------- | ----- | ----- | ------ | ------ |
| 1. Platz    |       | 1     |        |        |
| 2. Platz    |       | 6     | 1      |        |
| 3. Platz    |       | 9     | 1      |        |
| Top 10      | 7     | 17    | 25     | 1      |

(Stand: 24. November 2009)